# فيك كارول
فيك كارول (بالإنجليزية: Vic Carroll)‏ هو لاعب كرة قدم أمريكية أمريكي، ولد في 19 نوفمبر 1912 في ألهامبرا في الولايات المتحدة، وتوفي في 6 يوليو 1986 في ميسيون فيجو في الولايات المتحدة.

## وصلات خارجية
- فيك كارول على موقع مرجع كرة القدم المحترفة.كوم (الإنجليزية)